# Jacek Sośnicki
Jacek Grzegorz Sośnicki – polski chemik, doktor habilitowany nauk chemicznych.

## Życiorys
W 1989 r. ukończył studia chemiczne na Uniwersytecie im. Adama Mickiewicza, w 1997 r. obronił pracę doktorską pt. Badania nad syntezą układów tioamidowych i ich wykorzystaniem w reakcjach heterocyklizacji, której promotorem był prof. Tadeusz Jagodziński, w 2011 r. habilitował się na podstawie pracy zatytułowanej Regio- i stereoselektywna synteza oraz badania strukturalne wybranych pochodnych piperydyny, pirydyny i pirymidyny.
Pracuje w Zachodniopomorskim Uniwersytecie Technologicznym w Szczecinie, oraz należy do Rady Dyscypliny Naukowej – Nauk Chemicznych ZUT.
Jest członkiem Polskiego Towarzystwa Chemicznego i opiekunem w Laboratorium Magnetycznego Rezonansu Jądrowego na Wydziale Technologii i Inżynierii Chemicznej Zachodniopomorskiego Uniwersytetu Technologicznego w Szczecinie.